# Liste der Monuments historiques in Caromb
Die Liste der Monuments historiques in Beaumes-de-Venise führt die Monuments historiques in der französischen Gemeinde Caromb auf.

## Liste der Bauwerke
| Bezeichnung          | Beschreibung | Standort                | Kennzeichnung | Schutzstatus | Datum | Bild           |
| -------------------- | ------------ | ----------------------- | ------------- | ------------ | ----- | -------------- |
| Belfried Glockenturm |              | (Lage)                  | PA00081992    | Inscrit      | 1952  |                |
| Brunnen              |              | place du Château (Lage) | PA00081994    | Inscrit      | 1927  | weitere Bilder |
| Kirche               |              | (Lage)                  | PA00081993    | Classé       | 1849  | weitere Bilder |

## Liste der Objekte
| Bezeichnung                                       | Beschreibung | Standort                       | Kennzeichnung | Schutzstatus             | Datum     | Bild           |
| ------------------------------------------------- | --- | ------------------------------ | ------------- | ------------------------ | --------- | -------------- |
| Hauptaltar mit Retabel                            | | Kirche                         | PM84000310    | Classé au titre immeuble | 1849      |                |
| Gemälde Heiliger Georg erschlägt den Drachen      | Das Gemälde von 1480 bildet den mittleren Teil des Triptychons (PM84000312) und ist dem hl. Georg gewidmet.                                 | Kirche                         | PM84000670    | Classé                   | 1908      |                |
| Gemälde Porträt eines Geistlichen                 | | Kirche                         | PM84000315    | Classé                   | 1915      |                |
| Grabdenkmal eines adeligen Herrn von Caromb       | Das Nischengrab aus dem 15. Jh. ist mit Spitzbögen verziert, unter denen sich verstümmelte Mönchstatuetten befinden.                        | Kirche Nördliche Seitenkapelle | PM84000668    | Classé au titre immeuble | 1849      | weitere Bilder |
| Kanzel                                            | | Kirche                         | PM84000667    | Classé au titre immeuble | 1849      | weitere Bilder |
| Nischenrahmen Kapelle                             | | Kirche                         | PM84000313    | Classé                   | 1915      |                |
| Emporenorgel                                      | Orgel aus dem Anfang des 18. Jh. von Pierre Galeran und Charles Boisselin, 1978 von Alain Sals restauriert.                                 | Kirche                         | PM84001149    | Classé                   | 1900 1975 | weitere Bilder |
| Instrumentaler Teil der Emporenorgel              | Der Spieltisch en fenêtre hat ein einziges Manualwerk (10 Register) und ein französisches Pedalwerk.                                        | Kirche                         | PM84001150    | Classé                   | 1975      |                |
| Prospekt der Emporenorgel                         | | Kirche Kirchenschiff, Südwand  | PM84000669    | Classé                   | 1900      |                |
| Madonnenstatue                                    | | Kirche                         | PM84000311    | Classé                   | 1908      |                |
| Marienstatue                                      | | Kirche Kapelle                 | PM84000314    | Classé                   | 1915      |                |
| Triptychon Szenen aus dem Leben des hl. Mauritius | Mehrere Gemälde von 1532 in einem geschnitzten und vergoldeten Holzrahmen, die sich auf das Leben und Martyrium des hl. Mauritius beziehen. | Kirche Kapelle                 | PM84000312    | Classé                   | 1915      |                |